# Relazioni bilaterali tra San Marino e Unione europea
Le relazioni bilaterali tra la Repubblica di San Marino e l'Unione europea (UE) sono iniziate nel febbraio 1983.

## Accordi
San Marino non è parte dell'accordo di Schengen, tuttavia ha un confine aperto con l'UE (anche se vengono effettuati alcuni controlli di polizia casuali) e ha avuto un'unione doganale con l'UE (dal 1991, compresi i prodotti agricoli dal 2002). San Marino e l'UE hanno anche concluso un accordo sulla tassazione dei risparmi.
Tramite un accordo monetario, San Marino utilizza l'euro come unica valuta (in precedenza utilizzava la lira sammarinese, impostata alla pari con la lira italiana) ed è autorizzata a coniare un numero limitato di monete con il proprio design. Tra il 2001 e il 2007 sono stati stipulati 3 accordi tra San Marino e l'UE su una maggiore integrazione fiscale e, a seguito di tali accordi, la Repubblica di San Marino gode ora di una maggiore autonomia e della capacità di coniare le proprie monete.

## Futura integrazione
A novembre 2012, dopo che il Consiglio dell'Unione europea aveva chiesto una valutazione delle relazioni dell'UE con i microstati sovrani europei di Andorra, Monaco e San Marino, che vennero definite "frammentate", la Commissione europea pubblicò un rapporto delineare le opzioni per la loro ulteriore integrazione nell'UE. A differenza del Liechtenstein, che è membro dello Spazio economico europeo (SEE) tramite l'Associazione europea di libero scambio (AELS) e l'accordo di Schengen, le relazioni con questi tre Stati si basano su una raccolta di accordi riguardanti questioni specifiche. La relazione ha esaminato quattro alternative alla situazione attuale: 1) un approccio settoriale con accordi separati con ciascuno stato che copre un intero settore politico, 2) un accordo quadro multilaterale globale di associazione (FAA) con i tre stati, 3) adesione al SEE, e 4) Adesione all'UE. La Commissione ha sostenuto che l'approccio settoriale non ha affrontato le questioni principali ed è stato ancora inutilmente complicato, mentre l'adesione all'UE è stata respinta nel prossimo futuro perché "le istituzioni dell'UE non sono attualmente adattate all'adesione di tali paesi di piccole dimensioni". Le restanti opzioni, l'adesione al SEE e una FAA con gli Stati, sono state ritenute valide e raccomandate dalla Commissione. In risposta, il Consiglio ha chiesto che proseguano i negoziati con i tre microstati su un'ulteriore integrazione e che entro la fine del 2013 sia redatto un rapporto che descriva in dettaglio le implicazioni delle due alternative praticabili e le raccomandazioni su come procedere.
Poiché l'adesione al SEE è attualmente aperta solo ai membri dell'AELS o dell'UE, è necessario il consenso degli Stati membri AELSesistenti affinché i microstati aderiscano al SEE senza diventare membri dell'UE. Nel 2011, Jonas Gahr Støre, l'allora ministro degli Esteri norvegese, che è uno stato membro dell'AELS, ha affermato che l'adesione dell'AELS/SEE ai microstati non era il meccanismo appropriato per la loro integrazione nel mercato interno a causa delle loro diverse esigenze rispetto ai grandi paesi come la Norvegia e ha suggerito che un'associazione semplificata sarebbe più adatta a loro. Espen Barth Eide, successore di Støre, ha risposto alla relazione della Commissione alla fine del 2012 chiedendo se i microstati dispongano di capacità amministrative sufficienti per soddisfare gli obblighi dell'adesione al SEE. Tuttavia, ha dichiarato che la Norvegia era aperta alla possibilità di aderire all'AELS per i microstati se decidessero di presentare una domanda e che il paese non aveva preso una decisione definitiva in merito. Pascal Schafhauser, consigliere della Missione del Liechtenstein presso l'UE, ha affermato che il Liechtenstein, un altro stato membro dell'AELS, era disposto a discutere l'adesione all'AEA per i microstati purché la loro adesione non impedisse il funzionamento dell'organizzazione. Tuttavia, ha suggerito di prendere in considerazione l'opzione iscrizione diretta nel SEE per i microstati, al di fuori sia dell'AELS che dell'UE.
Il 18 novembre 2013 la Commissione europea ha pubblicato la relazione che concludeva che "la partecipazione dei paesi di piccole dimensioni al SEE non è attualmente considerata un'opzione praticabile per motivi politici e istituzionali", ma che gli accordi di associazione erano un meccanismo più fattibile per integrare i microstati nel mercato interno, preferibilmente attraverso un unico accordo multilaterale con tutti e tre gli stati. Nel dicembre 2014 il Consiglio dell'Unione europea approvò l'avvio di negoziati su tale accordo che sono iniziati a marzo 2015.

### Appartenenza completa
A partire dal 2006, l'opposizione di sinistra Alleanza Popolare era a favore dell'adesione all'UE, mentre il Partito Democratico Cristiano Sammarinese al potere si opponeva.
Nel 2010 il Parlamento ha incaricato il governo di avviare i negoziati per un'ulteriore integrazione con l'Unione europea e successivamente un gruppo tecnico ha preparato una relazione sull'adesione all'UE e al SEE.
Nel 2010 è stata lanciata una campagna volta a raccogliere abbastanza firme per forzare un referendum sull'adesione all'UE per San Marino. Il Consiglio dei garanti ha approvato il referendum il 15 novembre 2010 e il referendum è stato fissato per il 27 marzo 2011. Tuttavia, dopo che il governo ha inviato una lettera al presidente della Commissione europea chiedendo "negoziati aperti volti a raggiungere una maggiore integrazione della Repubblica di San Marino a livello europeo" il 20 gennaio 2011 il governo ha sostenuto che il referendum avrebbe dovuto essere annullato poiché la questione era stata risolta, anche se la lettera non richiedeva la piena adesione all'UE per San Marino. Il Consiglio dei Garanti accettò questo argomento e annullò il referendum il 24 febbraio.
Il 7 luglio 2011 il Consiglio Grande e Generale respinsero le richieste di candidatura per la piena adesione all'UE e approvarono un'agenda che chiedeva ulteriori negoziati per migliorare l'integrazione di San Marino con l'UE, senza escludere la possibilità di aderire in futuro.
Una seconda campagna è anche riuscita a raccogliere abbastanza firme per un referendum sull'adesione all'UE. Il 23 luglio 2013 il Capitano reggente fissò la data del referendum per il 20 ottobre 2013. Sebbene la maggioranza abbia votato a favore, una bassa affluenza alle urne ha comportato il mancato raggiungimento del quorum del 32% degli elettori registrati che hanno votato a favore, il che significa che la proposta è stata respinta.

#### Posizioni dei partiti politici nei confronti della domanda di adesione
| Gruppo      | Partito              | Partito                                   | Posizione | Nota          |
| ----------- | -------------------- | ----------------------------------------- | --------- | ------------- |
| Governo     |                      | Partito Democratico Cristiano Sammarinese | Neutrale  | [ 33 ]        |
| Governo     |                      | Noi Sammarinesi                           | No        | [ 34 ]        |
| Governo     |                      | Partito dei Socialisti e dei Democratici  | Sì        | [ 35 ]        |
| Governo     |                      | Alleanza Popolare                         | Neutrale  | [ 36 ]        |
| Opposizione |                      | Partito Socialista                        | Sì        | [ 37 ]        |
| Opposizione |                      | Unione per la Repubblica                  | Sì        | [ 38 ]        |
| Opposizione |                      | Sinistra Unita                            | Sì        | [ 39 ]        |
| Opposizione |                      | Movimento Civico10                        | Sì        | [ 40 ] [ 41 ] |
| Opposizione | Moderati Sammarinesi |                                           |           |               |
| Opposizione |                      | Per San Marino                            | Sì        | [ 42 ] [ 43 ] |
| Opposizione |                      | Movimento Civico R.E.T.E.                 | No        | [ 44 ] [ 45 ] |